# 시코쿠 여객철도
시코쿠 여객철도 주식회사(일본어: 四国旅客鉄道株式会社 시코쿠료카쿠테츠도오카부시키가이샤[*], Shikoku Railway Company)는 1987년 4월 1일에 일본국유철도로부터 철도 사업을 계승한 JR 그룹의 여객 철도 회사의 하나이다.
약칭은 JR 시코쿠(일본어: JR四国)이며, 시코쿠 지방의 모든 노선 및 시코쿠와 혼슈(오카야마현)를 다리로 연결하는 혼시비산 선에서 여객 수송과 관련 사업을 하고 있다.

## 현황
"여객 철도 주식회사 및 일본화물 철도 주식회사에 관한 법률"(JR 회사법)에 따르면 특수 회사이다. JR 여객 6 개사 중에서는 가장 규모가 작다. 독립 행정법인인 일본 철도건설·운수시설정비지원기구가 전체 주식을 보유하며, 경영 지원책으로 경영 안정 기금을 조성하여 재산세 감면을 받고 있다. 1987년 발족 당시에도 유일한 흑자 노선은 본업인 여객철도가 아닌 버스 노선인 마츠야마 코치 급행 선이었다. 그 뒤 1988년의 세토 대교의 개통 효과 등으로 매출을 늘려 시코쿠 지방의 급속한 고속도로 정비에 대항하여 세계 최초의 틸팅 기동차를 투입하는 등의 노력을 하였으나, 그후 이용자 수가 감소하는 경향이 계속 진행되어왔다. 또한, 아와지 해협 대교 개통으로 시코쿠 지방과 게이한신을 연결하는 고속버스 노선들이 많이 개설되어 혼슈와 시코쿠를 연결하는 유일한 철도 노선인 혼시비산 선에 대한 수요가 감소해왔다.
따라서 버스(자동차) 부문을 2004년에 버스 부문을 분사시켜 JR 시코쿠 버스로 양도하여, 버스 부문의 경영 기반과 노선의 강화를 도모하고 있다. 따라서 고속버스는 JR 시코쿠 그룹에게는 철도에 이어 주력 사업으로 자리 매김하였다. 철도 사업 이외에도 통신 판매 사업을 하고 있으며, 시코쿠의 특산물 등을 판매한다. 사업 시작 초기에는 전화, FAX로만 주문되었으나, 현재는 인터넷 판매도 실시하는 중이다.

## 본사·기획부

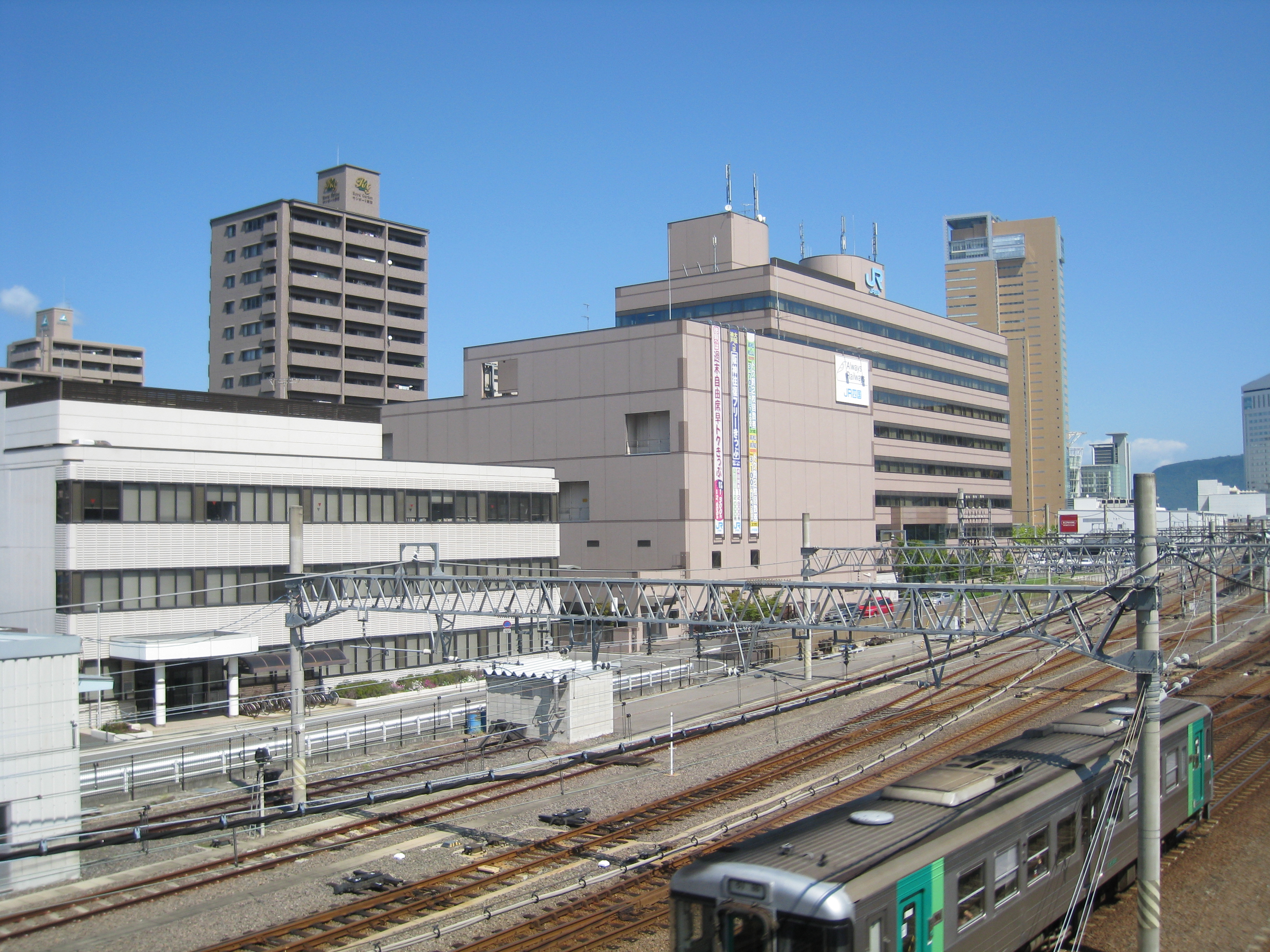
JR시코쿠 본사 (다카마쓰 시)

### 본사
- 소재지: 가가와현 다카마쓰시 하마노초 8번 33호

또한 JR 화물을 포함한 JR 그룹 7 개사 중 유일하게 지사가 존재하지 않고, 전 노선이 본사 직할 운영되고 있다. 국철 시기에도 시코쿠 총국(JR 전환 직전의 조직 명칭)이 시코쿠 섬을 일괄적으로 관할하고 있었다.

### 기획부
- 에히메 기획부
  - 소재지: 에히메현 마쓰야마시 미나미에도 1초메 14번 1호
- 도쿠시마 기획부
  - 소재지: 도쿠시마현 도쿠시마시 테라시마혼츄니시 1초메 61번지
- 고치 기획부
  - 소재지: 고치현 고치시 사카에다초 2초메 1번 17호
- 오사카 영업부
  - 소재지: 오사카시 기타구 시바타 2초베 8번 11호 큐에이 빌딩 3층
    - 오사카역에 있던 워프 우메다 지점이 2011년 4월 1일 같은 장소에 이전하였다.
- 도쿄 사무소
  - 소재지: 도쿄도 지요다구 나가타초 2-12-4 아카사카 상노 센터 빌딩 9층

## 역사
- 1987년
  - 4월 1일 - 일본국유철도가 분할 민영화되어 시코쿠 여객철도 주식회사(이하 JR 시코쿠) 발족.
- 1992년
  - 3월 26일 - 아사 해안 철도의 아사히가시 선 개업, 동선과의 상호 직통 운행을 개시.
- 1998년
  - 4월 10일 - 고토쿠 선 고속화 (최고속도 110km/h화, 이전까지는 85km/h였음) 완공. 특급 우즈시오 호 운전 개시.
- 2001년
  - 5월 13일 - 다카마쓰역 신(新)역사 완공.
- 2004년
  - 4월 1일 - 버스 부문을 자회사 JR 시코쿠 버스에 분사시킴.

## 노선

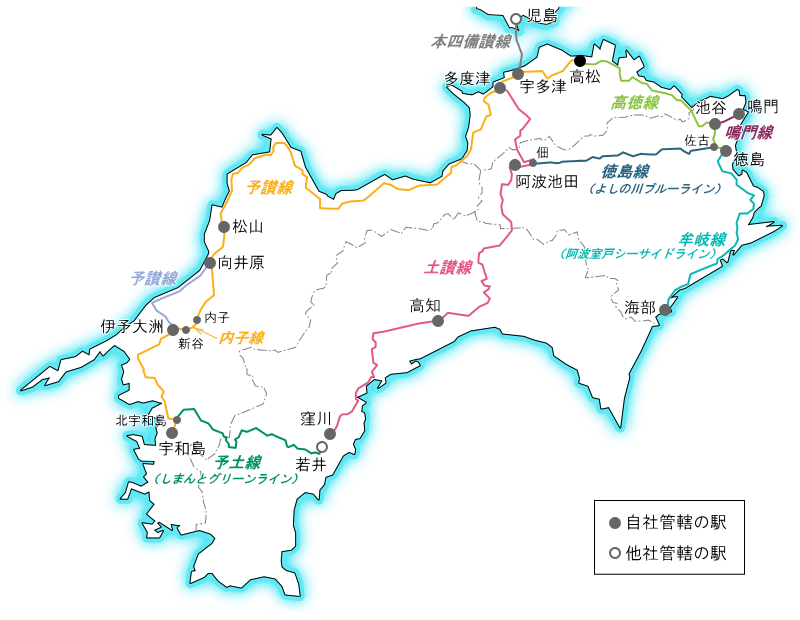
시코쿠 여객철도 관할 노선도

| 노선 색상   | 영문 라벨             | 노선명          | 노선명              | 일본어              | 노선도                               |
| 간선 노선   | 간선 노선             | 간선 노선       | 간선 노선           | 간선 노선           | 간선 노선                            |
| ----------- | --------------------- | --------------- | ------------------- | ------------------- | ------------------------------------ |
|             | n/a                   | 혼시비산 선     | 혼시비산 선         | 本四備讃線          | 고지마 — 우타즈                      |
|             | Y                     | 요산선          | 본선                | 予讃線              | 다카마쓰 — 마쓰야마                  |
| U           | 마쓰야마 — 무카이바라 | 요산선          | 본선                | 予讃線              |                                      |
| U           | 지선 (New Line)       | 요산선          | 무카이바라 — 우치코 | 予讃線              |                                      |
| U           | 우치코 선             | 우치코 선       | 内子線              | 우치코 — 니야       |                                      |
| U           | 요산 선               | 지선 (New Line) | 予讃線              | 니야 — 이요오즈     |                                      |
| U           | 요산 선               | 본선            | 予讃線              | 이요오즈 — 우와지마 |                                      |
|             | 요산 선               | S               | 予讃線              | 본선 (Old Line)     | 무카이바라 — 이요나가하마 — 이요오즈 |
|             | T                     | 고토쿠 선       | 고토쿠 선           | 高徳線              | 다카마쓰 — 도쿠시마                  |
|             | D                     | 도산 선         | 도산 선             | 土讃線              | 다도쓰 — 고치                        |
| K           | 고치 — 구보카와       | 도산 선         | 도산 선             | 土讃線              |                                      |
|             | B                     | 도쿠시마 선     | 도쿠시마 선         | 徳島線              | 쓰쿠다 — 사코                        |
| 비간선 노선 |                       |                 |                     |                     |                                      |
|             | M                     | 무기 선         | 무기 선             | 牟岐線              | 도쿠시마 — 가이후                    |
|             | N                     | 나루토 선       | 나루토 선           | 鳴門線              | 이케노타니 — 나루토                  |
|             | G                     | 요도 선         | 요도 선             | 予土線              | 와카이 — 기타우와지마                |

1. ↑  오카야마시에서 세토 대교를 거쳐 시코쿠로 들어오는 세토 대교선의 일부분을 구성한다.

## 차량
| - 키하32형 동차 - 키하40계 동차 - 키하54형 동차 - 113계 전동차 - 121계 전동차 | - 키하185계 동차 - 1000형·1200형 동차 - 1500형 동차 - 2000계 동차 | - 5000계 전동차 223계 전동차랑 연결 - 6000계 전동차 - 7000계 전동차 - 8000계 전동차 - 8600계 전동차 |

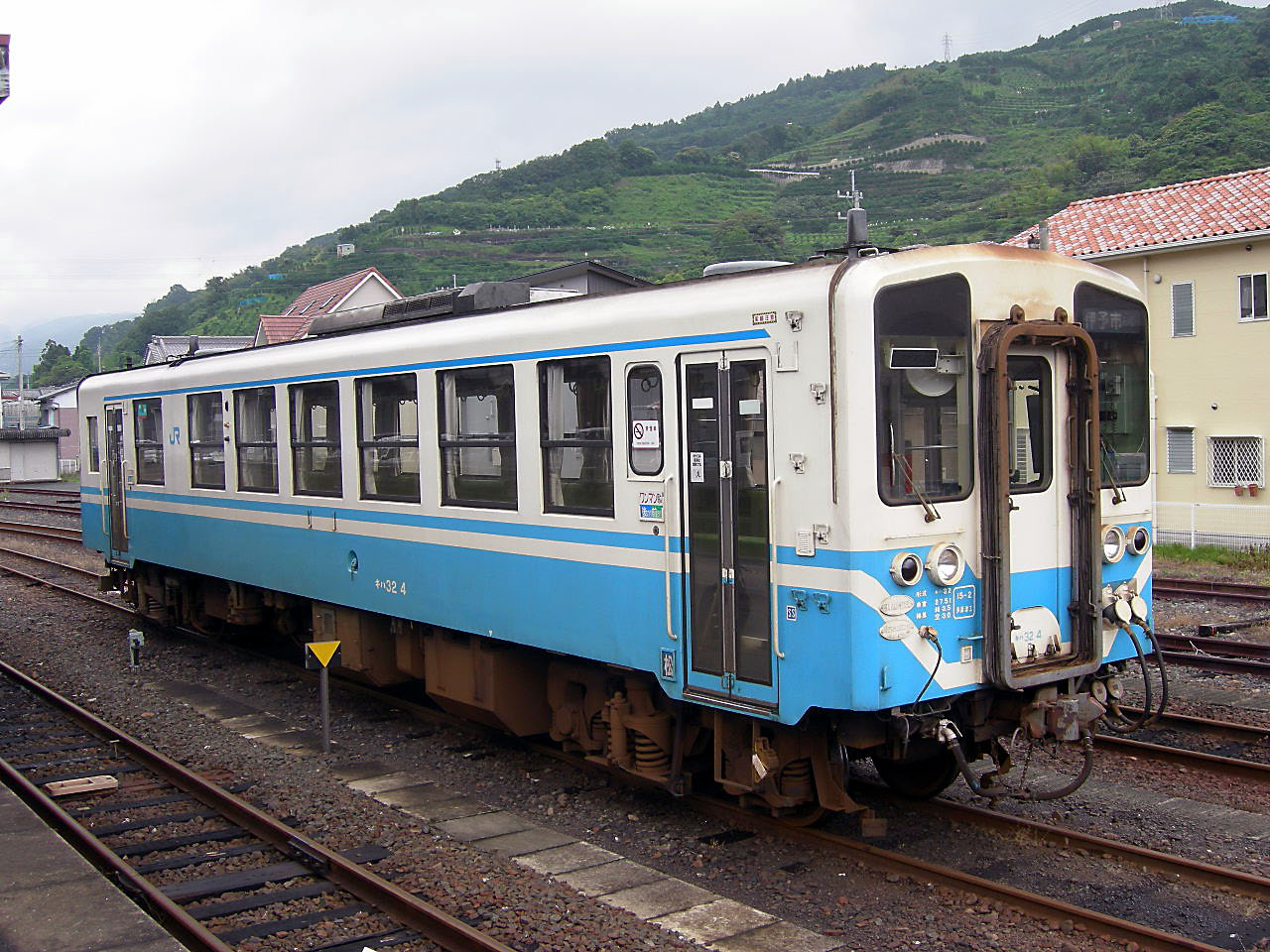
키하32형
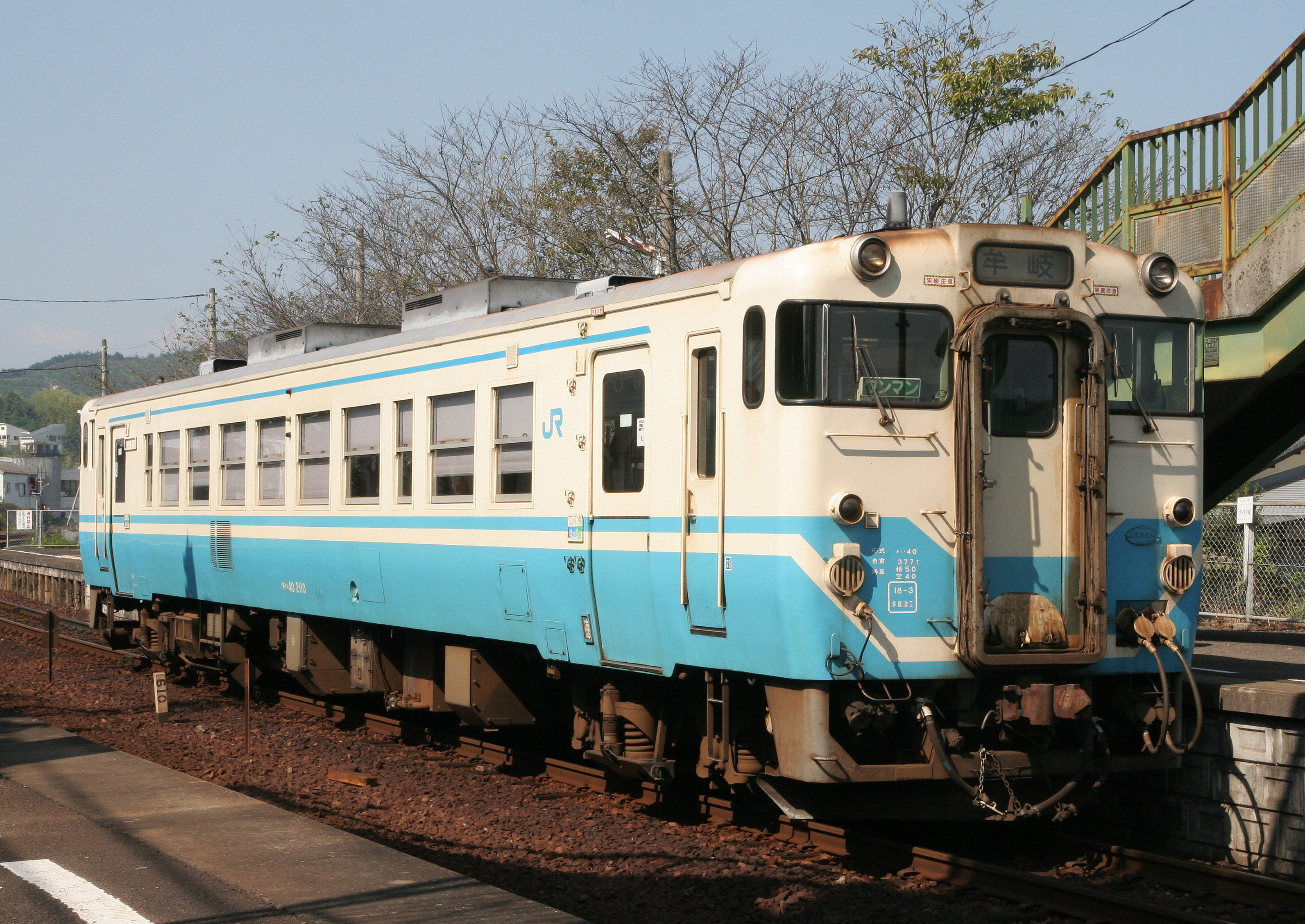
키하40계
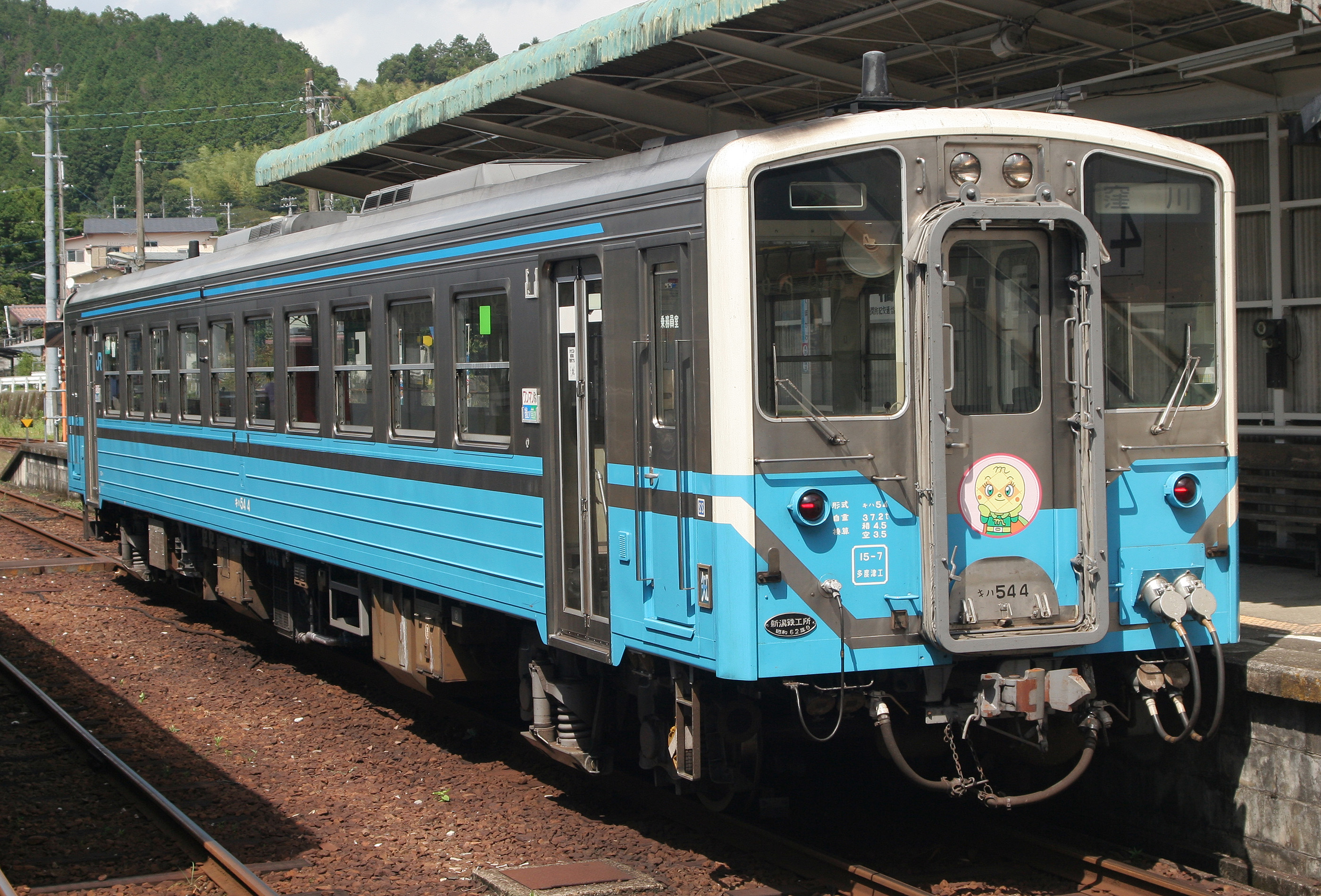
키하54형
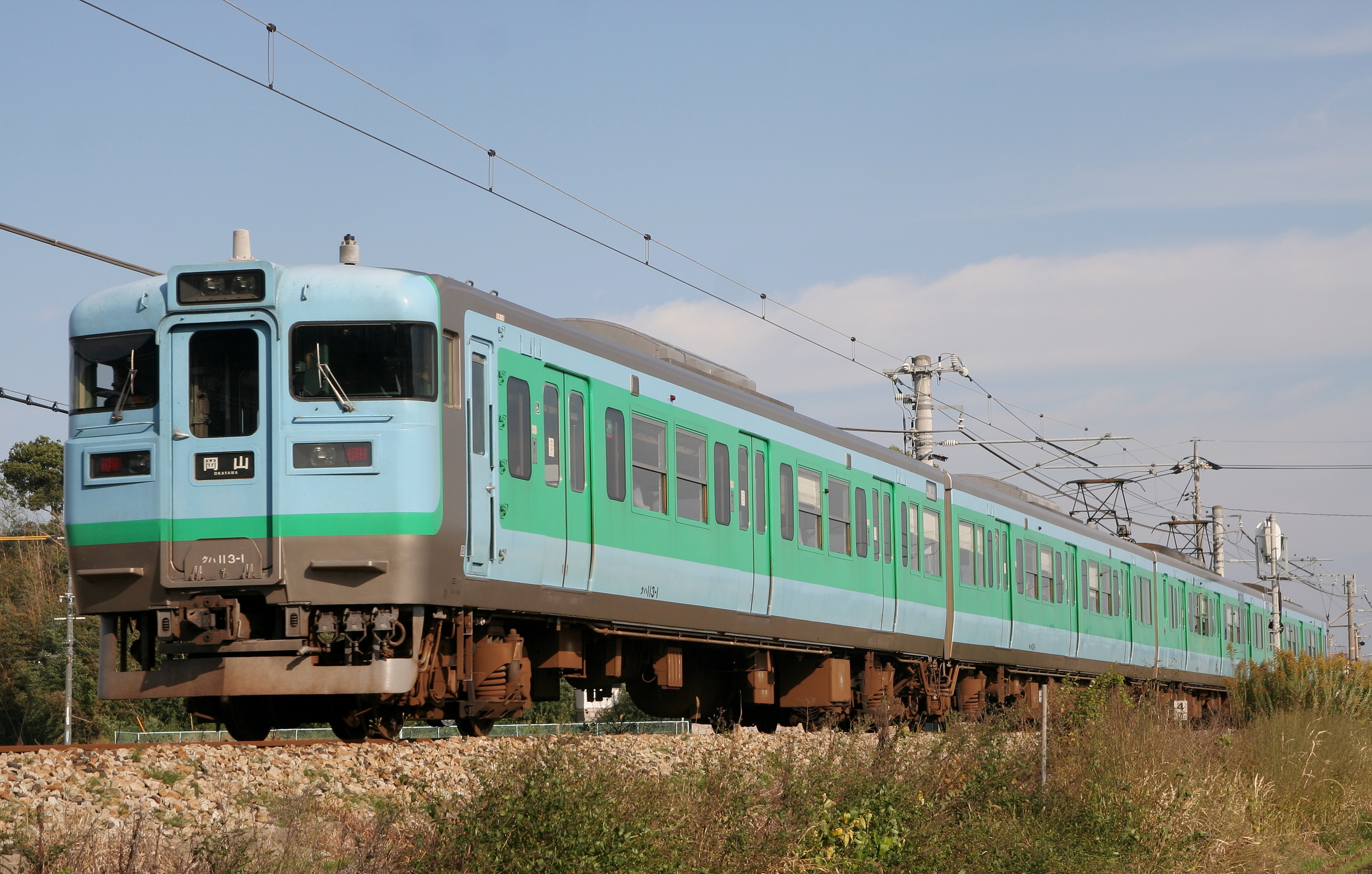
113계
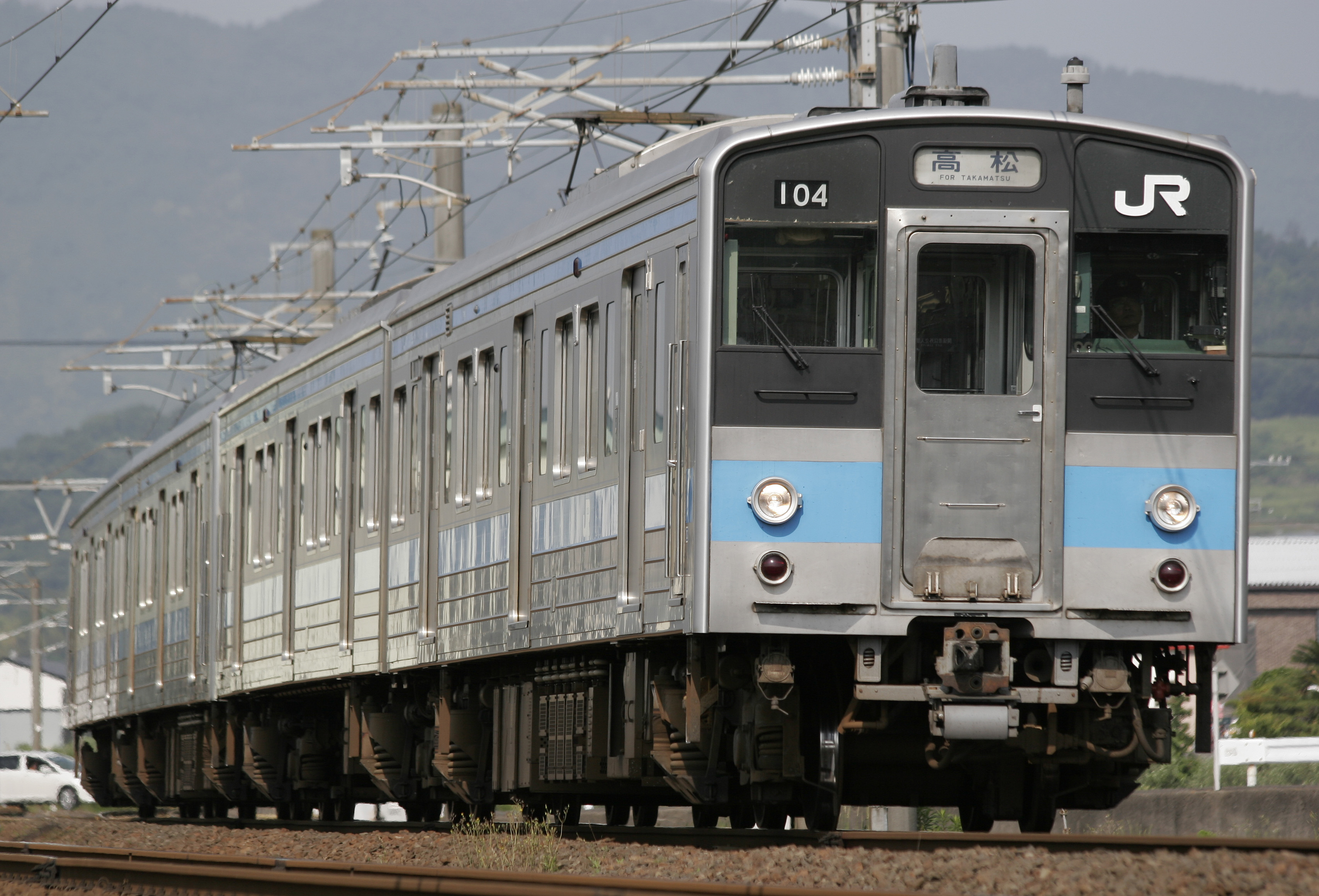
121계
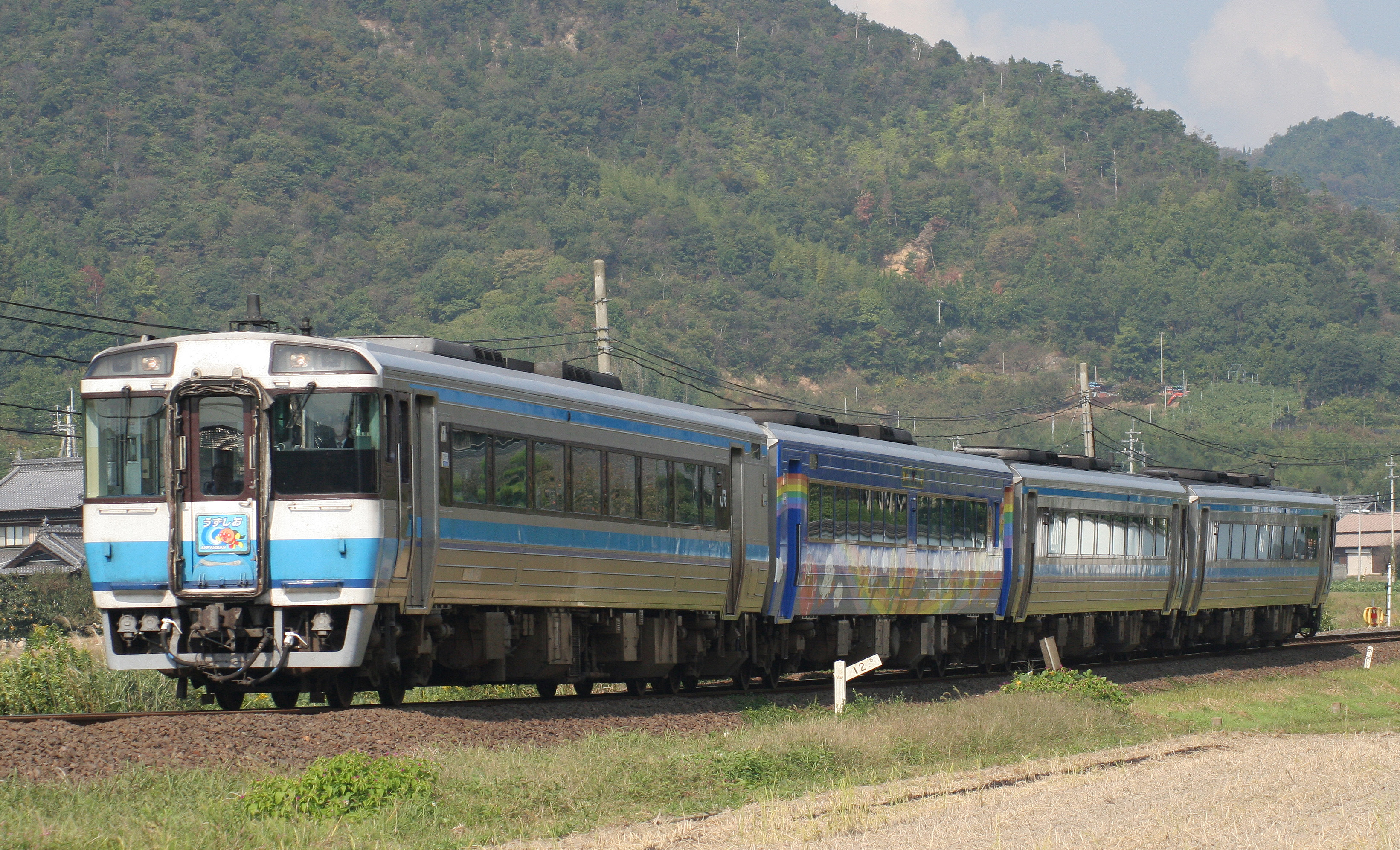
키하185계
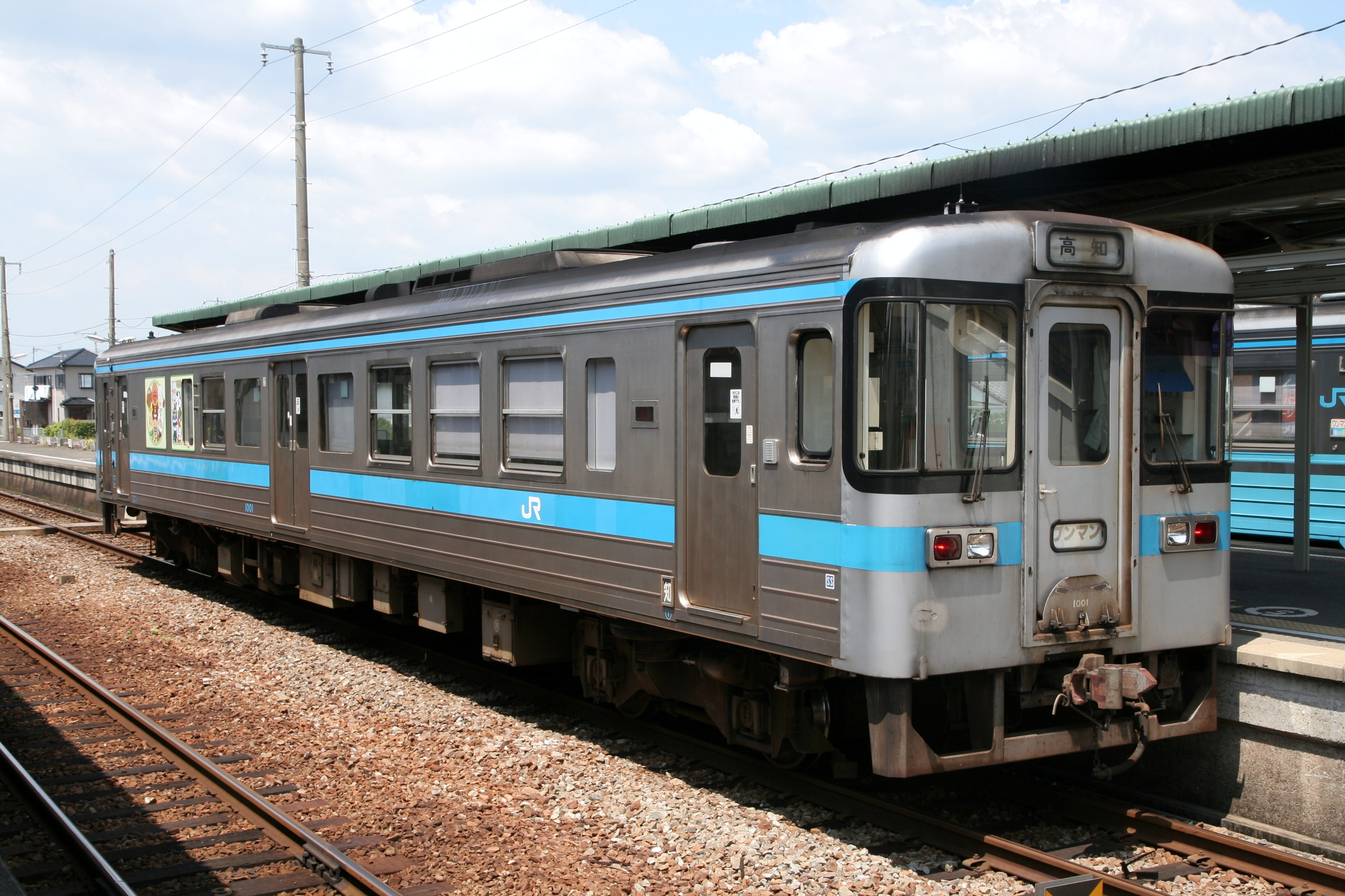
1000형
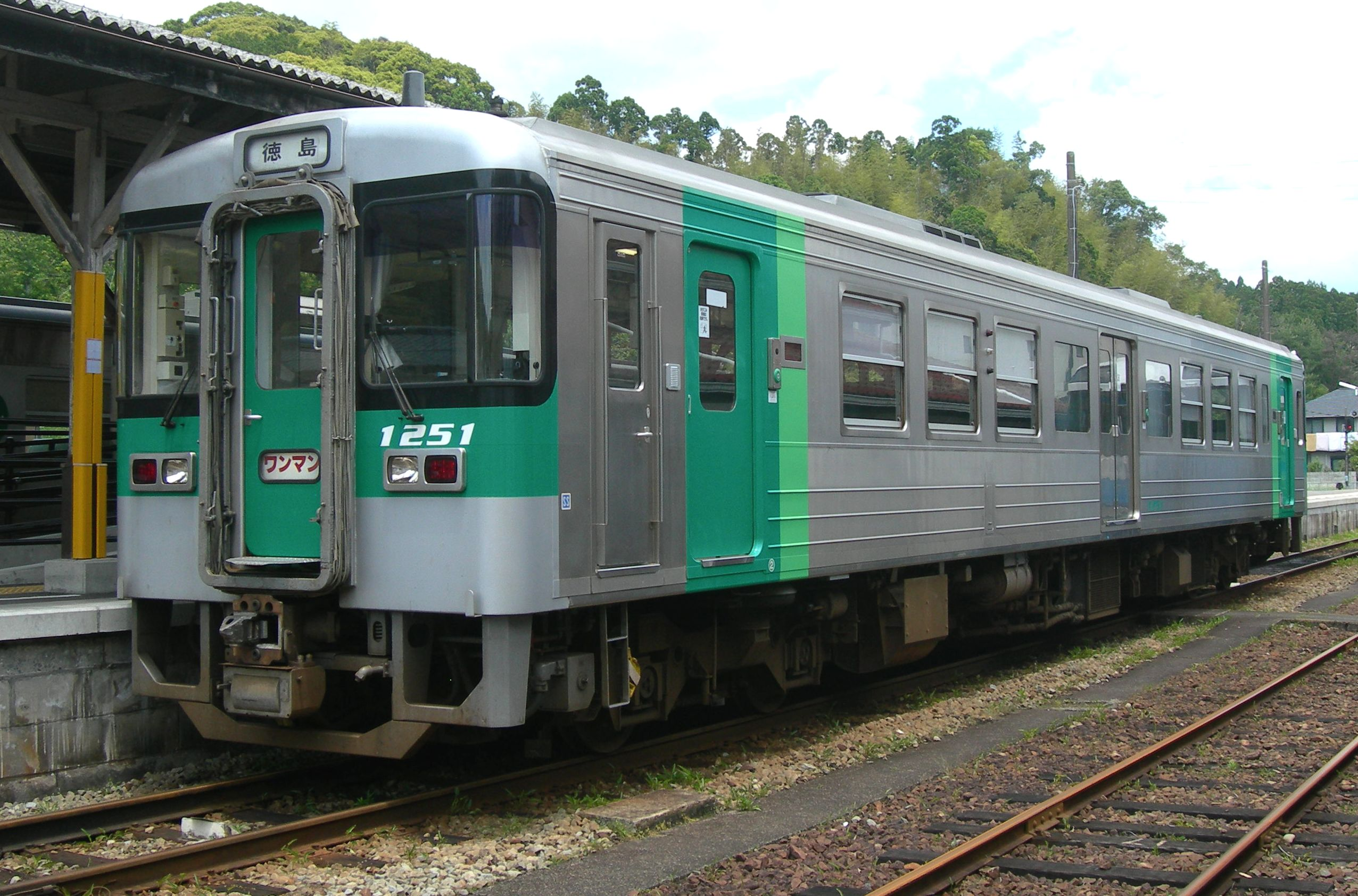
1200형
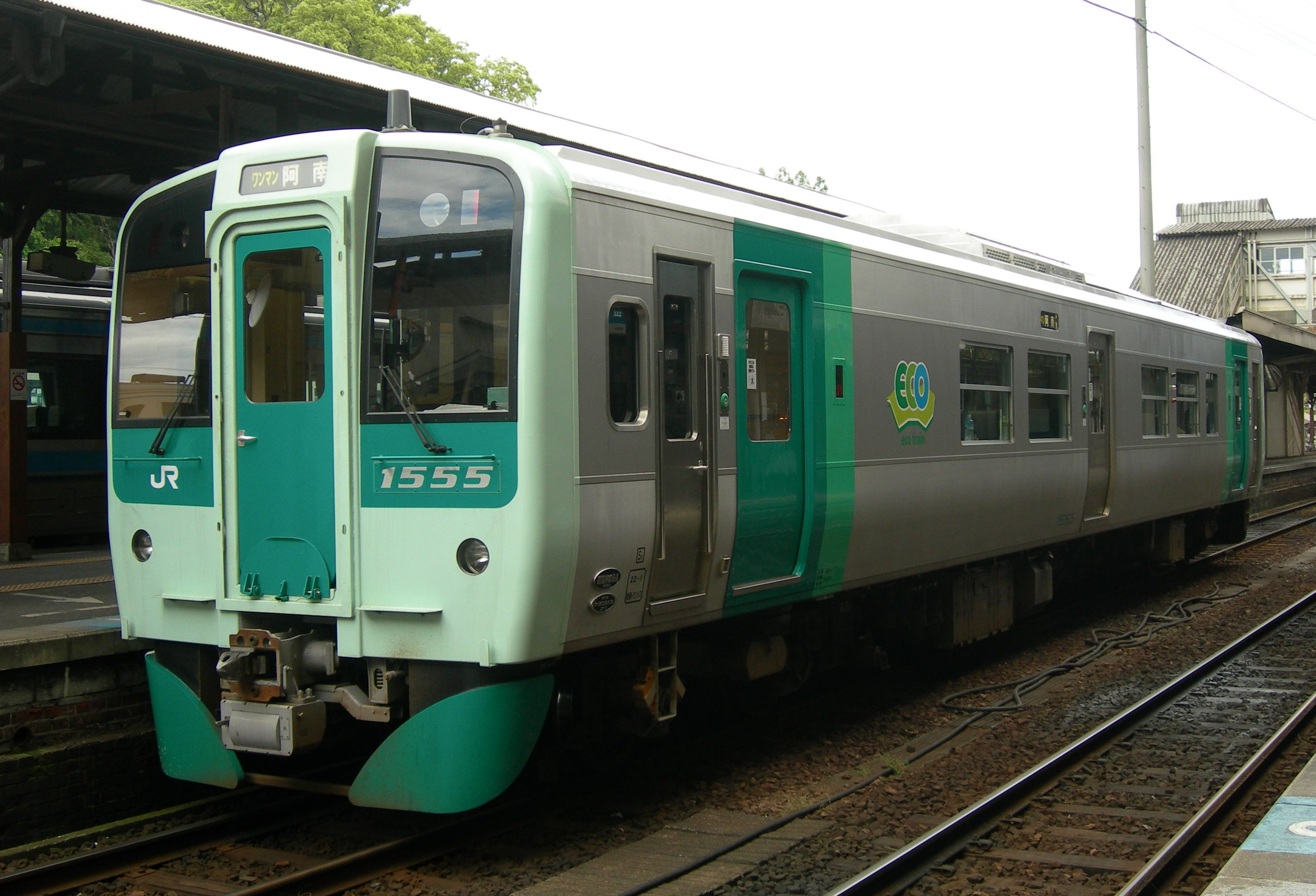
1500형
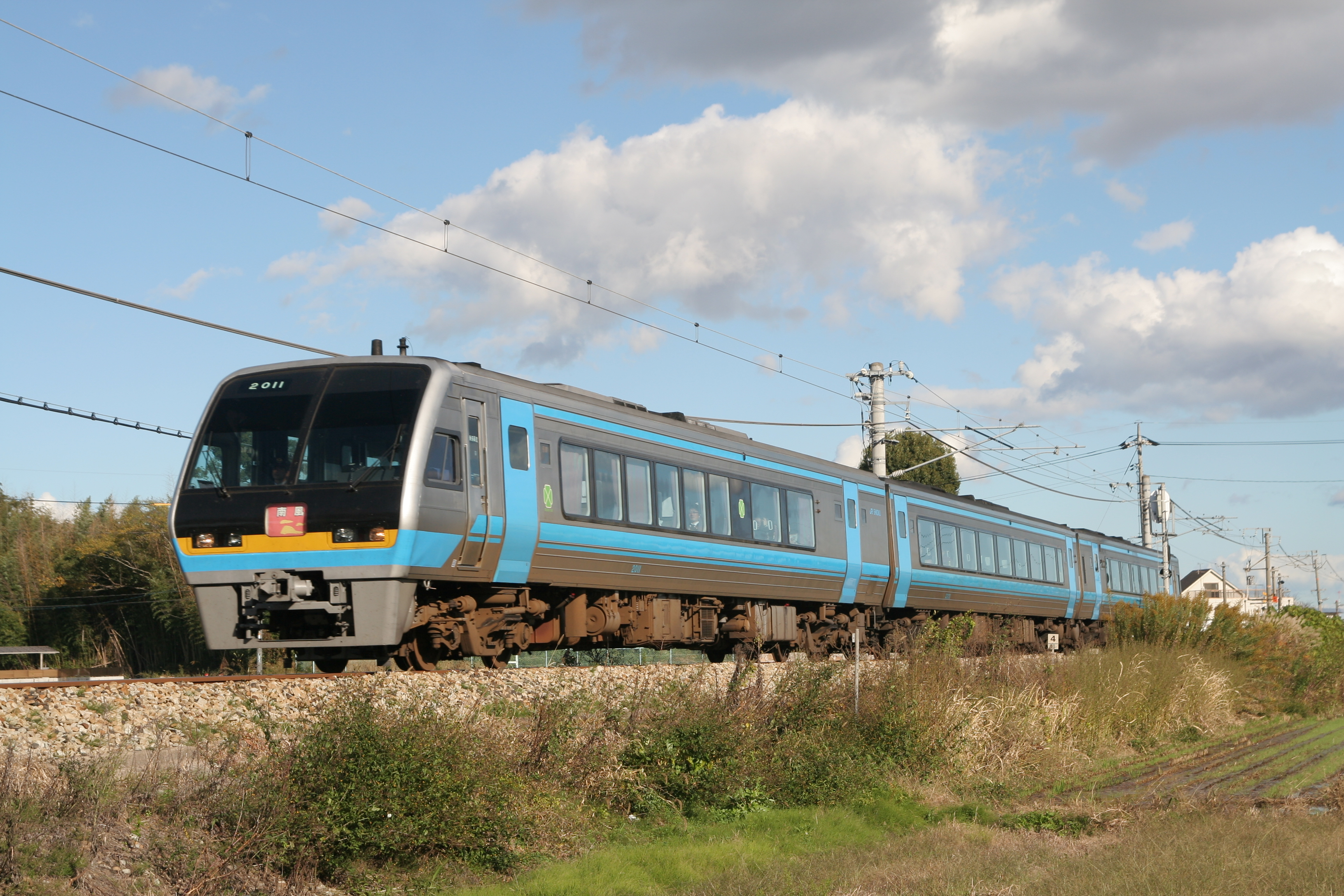
2000계
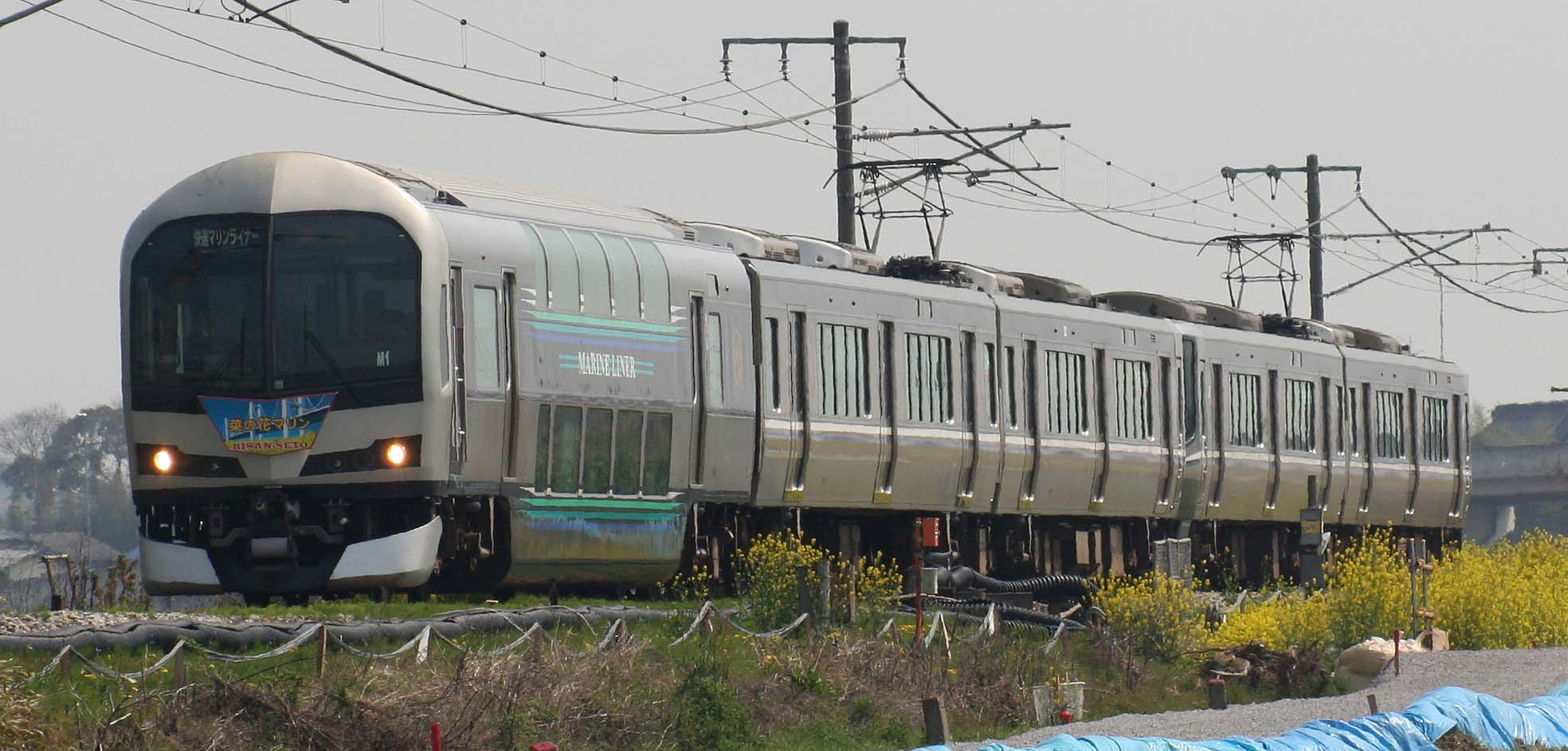
5000계
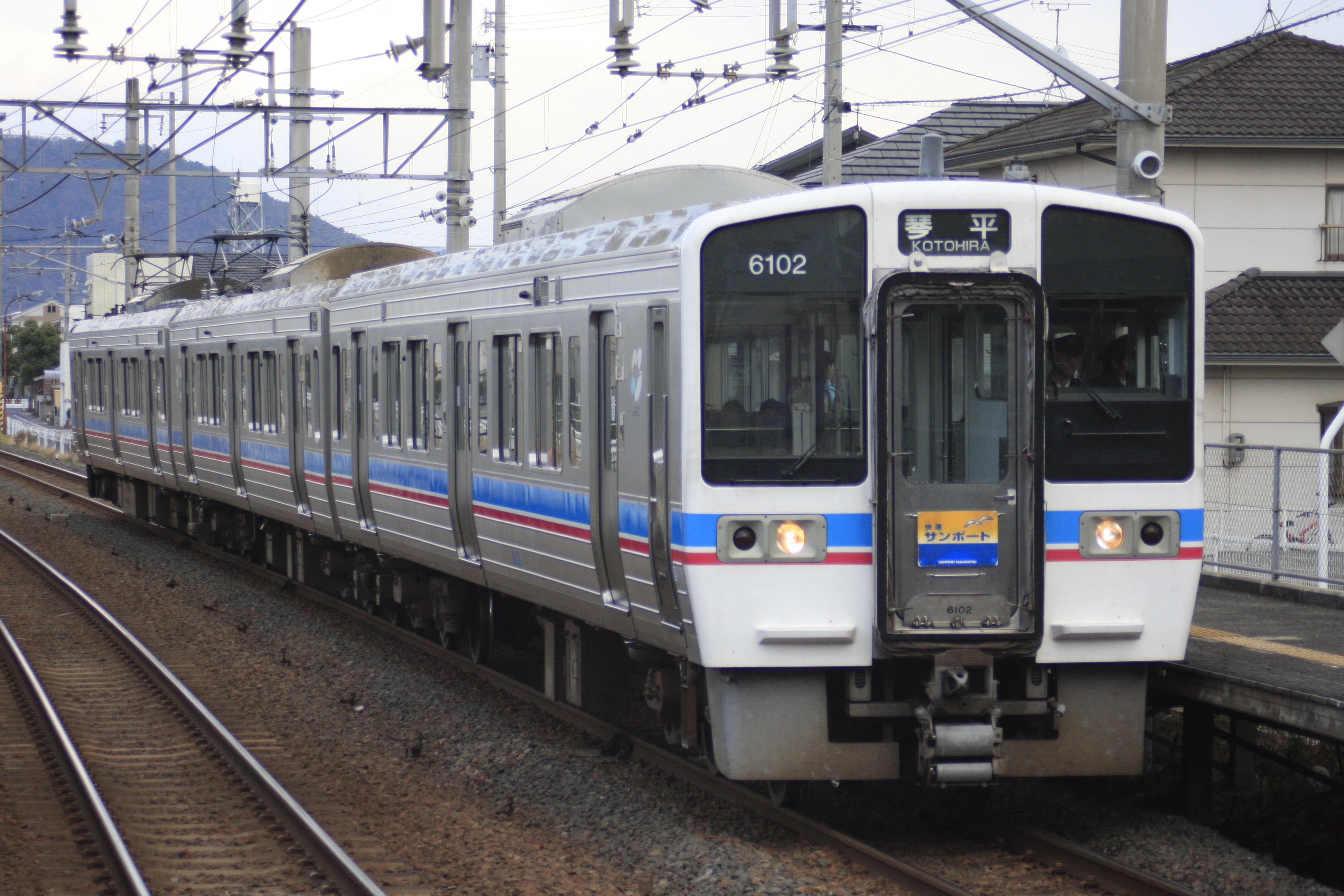
6000계
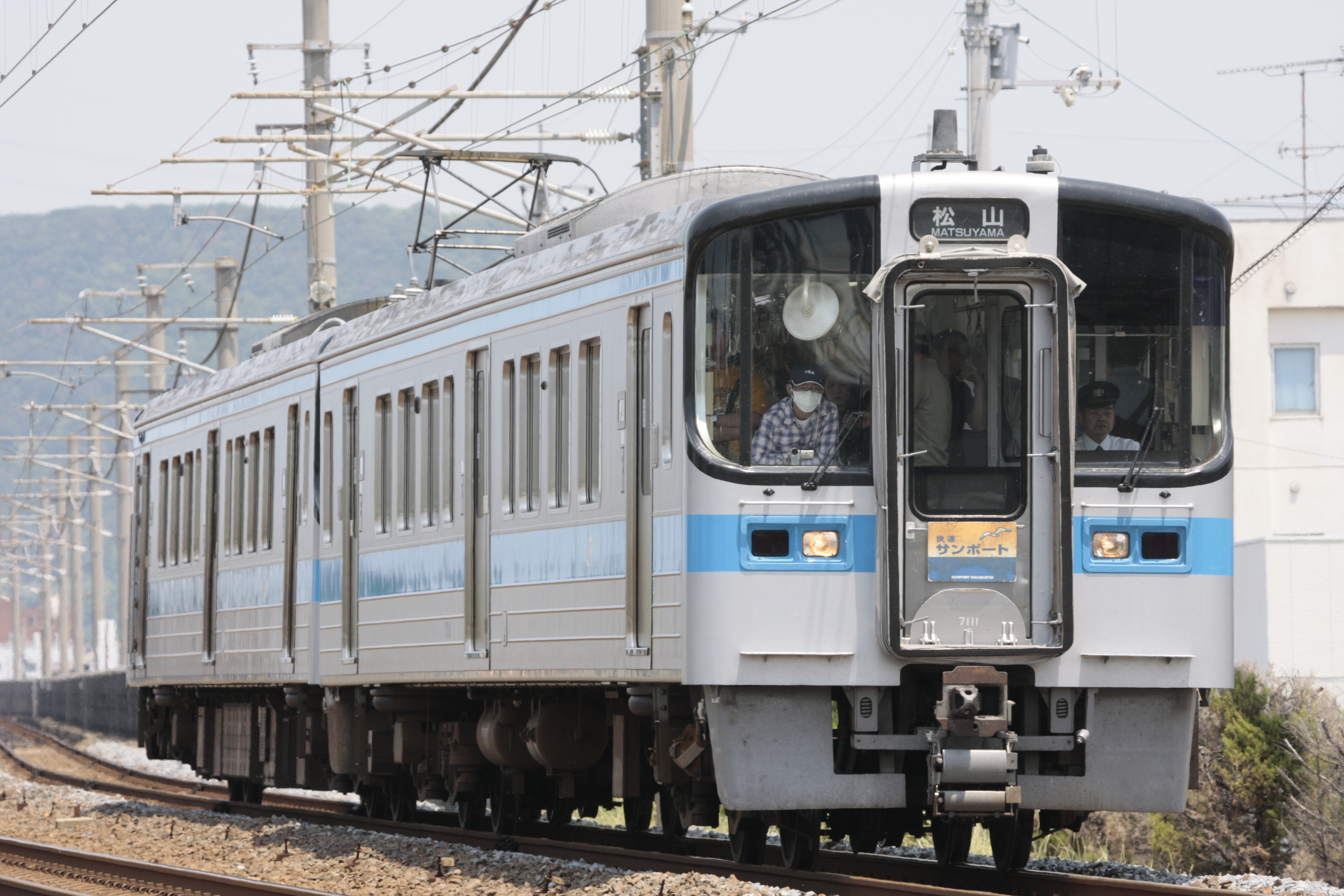
7000계
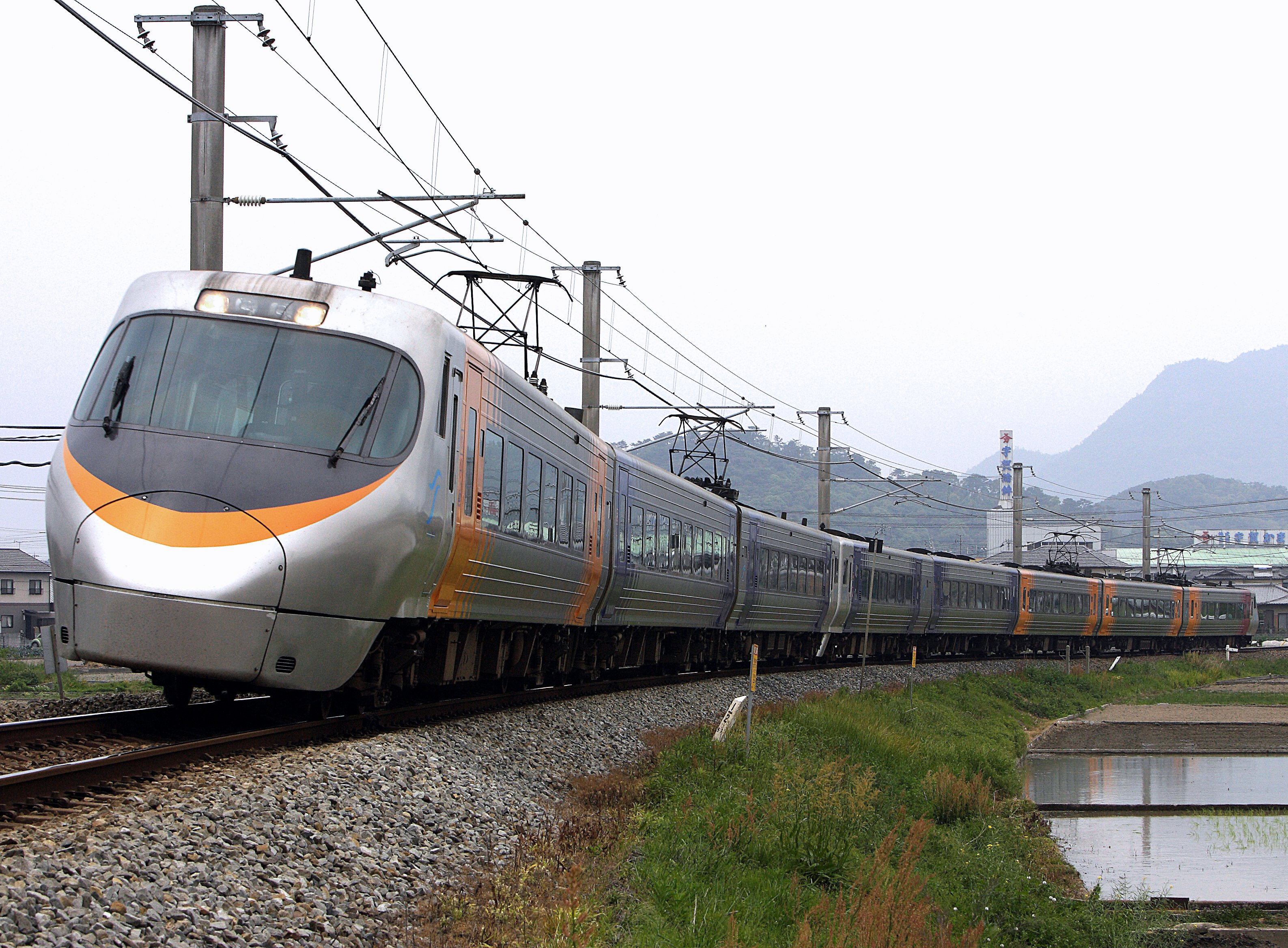
8000계

## 버스
- JR 버스
  - JR 시코쿠 버스

## 특이 사항
- 홋카이도 여객철도가 홋카이도 신칸센을 도입하면서, 시코쿠 여객철도만 유일무이하게 신칸센을 운영하지 않게 되었다.
- 산요 신칸센과 미니 신칸센으로 연결하려고 검토했으나 타당성이 낮고 규격이 현저히 달라 무산된 적이 있다. 다만, 세토 대교에 신칸센 운행을 위한 선로를 설치할 공간이 마련되어 있긴 하다.
- 시코쿠 지방에서 가장 가까운 신칸센 역은 오카야마역이며 혼시비산 선(우노 선과 직결)을 이용해 갈 수 있다.